# Vladimír Vand
Vladimír Vand (6. února 1911, Sumy, Ukrajina - 4. dubna 1968, Pensylvánie, USA) byl český matematik a fyzik. Ač všeobecné povědomí o něm není příliš veliké, řadí se mezi naše nejúspěšnější vědce, a dokonce byl poměrně blízko Nobelově ceně. Zabýval se proměnnými hvězdami, ale také mnoha dalšími matematickými a fyzikálními záležitostmi. Jeho hlavní přínos tkví v popisu difrakce rentgenového záření na dvoušroubovici.

## Život

### Dětství
Rodina pocházela z Rakouska-Uherska. Vladimír Vand se narodil 6. února 1911 na Ukrajině, jeho otec patřil k odborníkům na stavbu cukrovarů a lihovarů a zde byl vyslán pracovně. Po tom, co vypukla první světová válka a boje se přenesly i do okolí Sum, kde Vandovi bydleli, rozhodli se nezůstávat dále na tak nebezpečném místě a vrátili se do Čech. Po několikaletém pobytu v Praze se rodina přestěhovala roku 1922 na tři léta do Belgie. Díky tomu se naučil Vladimír výborně francouzsky.

### Československo
Roku 1930 složil v Praze úspěšně maturitní zkoušku. Následovalo studium na Přírodovědecké fakultě UK, kde roku 1937 získal doktorát. Od roku 1933 pracoval ve Spektroskopickém ústavu. Už v této době se začala projevovat jeho láska k astronomii. Vstoupil do České astronomické společnosti, byl demonstrátorem Astronomického ústavu UK a začal se intenzivně věnovat studiu proměnných hvězd. Kromě toho také přednášel na různých setkáních astronomů a přispíval do časopisu Říše hvězd.
Od roku 1935 pracoval společně s Antonínem Svobodou u firmy Škoda na vývoji radarů a leteckých zaměřovačů (na akustickém principu). Jeho výzkum pokračoval i po narukování roku 1937.

### Francie
1. května 1939 emigroval do Francie, kde s Antonínem Svobodou navázal na svou výzkumnou činnost v Československu. Výsledky jejich společné práce měly sloužit francouzským zbrojovkám při výrobě zaměřovačů pro francouzskou armádu. Po vstupu Francie do války se paní Svobodové narodila dvojčata. V důsledku rychlého postupu německé armády se rozhodli Vladimír Vand i manželé Svobodovi prchnout do přístavu blízko španělských hranic, a to na kole, protože vlaky totiž už nejezdily. Jedno z dvojčat cestu nepřežilo.

### Velká Británie
Vand následně emigroval do Velké Británie, kde se zabýval fyzikálními vlastnostmi dlouhých molekul. Kromě toho se i zde věnoval astronomii. Svobodovi však pokračovali do USA, ale i nadále spolu oba vědci udržovali kontakt. Po válce pobýval krátkou dobu v Čechách, ale neshledal zdejší prostředí dostatečně nakloněné jeho výzkumné činnosti. Kromě toho ho znepokojovaly politické poměry v poválečném Československu, proto se nakonec vrátil do Anglie. V dubnu 1947 se oženil s Angličankou Eileen Molly Lavery. Jelikož manželé neměli děti, rozhodli se pro adopci irského chlapce.

### USA
Na počátku 50. let působil v několika britských vědeckých organizacích. Roku 1953 odešel do USA a pracoval ve fyzikálním oddělení Pensylvánské státní univerzity. V roce 1954 se stal docentem, profesuru v oboru krystalografie obhájil 1961. Velmi progresivně přistupoval k počítačům, je považován za jednoho z průkopníků využívání výpočetních metod.
Roku 1962 za ním emigrovala jeho matka, ta ho nakonec přežila o šest let. 29. srpna 1967 mu zemřela manželka. Již v této době měl rakovinu a za několik měsíců nemohl ani chodit, jeho studenti tedy docházeli za ním. Zemřel 4. dubna 1968.

## Vědecká činnost
Mezi významné úspěchy patřilo vydání knihy Atlas hvězd proměnných, Díl první roku 1934, na autorství se podílel kromě Vladimíra Vanda také Zdeněk Kopal. Kniha zaznamenala tak veliký ohlas, že během krátké doby byly všechny výtisky rozprodané a ve chvíli, kdy se o publikaci začaly zajímat významné světové hvězdárny, se musela kniha zpátky od čtenářů odkupovat. V předválečném období se podílel na ještě několika dalších publikacích, kromě toho také psal články v několika jazycích do různých světových vědeckých časopisů.
Po odchodu z Československa se zabýval mimo jiné difrakcí rentgenového záření, toho využíval k analýze molekul. Zvláště dobře uplatnitelné se ono ukázalo na analýzu spojité šroubovice. Jednalo se o krok k objevení struktury molekuly DNA, již v této době Vandovy články četl a s ním spolupracoval jeden z jejích budoucích objevitelů, budoucí nositel Nobelovy ceny Francis Crick.